# Rodica Ojog-Brașoveanu
Rodica Ojog-Brașoveanu, née le 28 août 1939 à Bucarest et morte le 2 septembre 2002  à Bucarest, est une romancière roumaine. Elle est considérée comme l’« Agatha Christie de Roumanie », son œuvre étant principalement composée de romans policiers.

## Biographie
Fille d’Ana et de Victor Ojog, elle naît dans une famille d’intellectuels aisés. Sa mère est professeure et son père est avocat et député libéral. Dès leur arrivée au pouvoir après la Seconde Guerre mondiale, les communistes s’en prennent rapidement à eux et l’enfance de Rodica Ojog-Brașoveanu connaît de nombreuses privations.
Inscrite dès l’âge de six ans à l’école « La maison du français », elle y révèle un goût et un remarquable talent pour la langue française à laquelle elle restera profondément attachée. Elle entre au lycée en 1948, puis, en 1955, elle devient étudiante à la Faculté de Droit de Bucarest. Toutefois, elle en est expulsée en 1956, accusée de soutenir la révolte anticommuniste de Budapest. Elle ne sera réhabilitée qu’en 1962, à la suite d'une année de travail comme ouvrière non qualifiée dans une usine de médicaments. Elle épouse l’acteur Cosma Brașoveanu en 1963 et reprend ses études de Droit, cette fois-ci à Iași, et les termine en 1967, à Bucarest. Dès 1968, elle commence une carrière d’avocate.
Elle meurt en 2002, à la suite de graves problèmes pulmonaires.

## Son œuvre

### Ses romans
Après un premier début en 1969 avec un scénario pour la télévision, Rodica Ojog-Brașoveanu commence l’écriture d’un roman policier sur les insistances de son mari. Il est publié en 1971 sous le titre Moartea semnează indescifrabil (La Mort a une signature indéchiffrable), aux Éditions Albatros. À la suite du succès retentissant de ce premier roman, elle choisit de se consacrer à l’écriture et finit progressivement par cesser son activité d’avocate.
Sont souvent considérés comme ses romans les plus réussis : Cyanure pour un sourire (1975), dans lequel, comme dans Bonsoir, Melania ! (1975) qui lui fait suite, s’enchaîne des situations cocasses autour du vol de deux tableaux célèbres ; Plan diabolique, dont la parfaite construction et le rythme alerte égalent les grands rebondissements que l’on retrouve chez les maîtres du genre ; ses romans historiques loués pour l’utilisation très habile de la langue de l’époque…
Ses romans sont très appréciés pour leur humour et, tout particulièrement, leur ironie, leurs personnages atypiques, la description fine et amusante de la société roumaine (quelle que soit l’époque de l’action), le rythme alerte du récit et de la phrase.

### Personnages célèbres
Le personnage le plus connu de l’œuvre de Rodica Ojog-Brașoveanu est très certainement Melania Lupu, une espiègle grand-mère, mi-détective mi-délinquante, à qui l’auteur donne un confident – le matou Mirciulică. L’autre personnage le plus célèbre est très certainement Minerva Tutovan, une ancienne professeure de mathématiques devenue commissaire, particulièrement rigoureuse dans ses enquêtes et disposant d’un talent remarquable pour les déguisements. Elle a pour compagnon le caniche Spiridon mais elle travaille surtout avec le jeune inspecteur Dobrescu, qui est aussi un de ses anciens élèves.

## Influences
Ses auteurs favoris sont Edgar Wallace, Georges Simenon, Karl May, et parmi les auteurs roumains Theodor Constantin et Haralamb Zinca. Elle fut surnommée par la critique l’« Agatha Christie de Roumanie », la romancière britannique étant d’ailleurs l’une des sources d’inspiration les plus évidentes de ses livres. En outre, à l’instar de l’auteur britannique, Rodica Ojog-Brașoveanu a pu vivre de son écriture pendant toute sa carrière, ses romans se vendant à des tirages fabuleux.

## Rayonnement
Aujourd’hui encore, ses romans sont fréquemment réédités. En 2012, à l’occasion des dix ans de sa disparition, toute son œuvre a été republiée dans une collection de luxe aux éditions Nemira. Aucune de ses œuvres n'a été traduite dans d'autres langues.

## Œuvre

### Romans

#### Série policièreMinerva Tutovan
- 1972 – Spionaj la mânăstire (Espionnage au monastère)
- 1973 – Omul de la capătul firului (L'Homme au bout du fil)
- 1974 – Minerva se dezlănțuie (Minerva déchaîne)
- 1974 – Plan diabolic (Plan diabolique)
- 1982 – Nopți albe pentru Minerva (Nuits blanches pour Minerva)
- 1977 – Panică la căsuța cu zorele, réédité en 1999 sous le titre Stilet cu șampanie (Stylet à champagne)
- 1986 – Violeta din safe (La Violette du coffre-fort)

#### Série policièreMelania Lupu
- 1975 – Cianură pentru un surâs (Cyanure pour un sourire)
- 1975 – Bună seara, Melania! (Bonsoir, Melania !)
- 1979 – 320 de pisici negre (320 chats noirs)
- 1984 – Anonima de miercuri (L'Anonyme de mercredi)
- 1987 – Dispariția statuii din parc (La Disparition de la statue du parc)
- 1992 – O toaletă à la Liz Taylor (Une toilette à la Liz Taylor)

#### Autres romans
- 1971 – Moartea semnează indescifrabil  (La Mort a une signature indéchiffrable), policier
- 1971 – Enigmă la mansardă (Énigme dans le grenier), policier
- 1973 – Cocoșatul are alibi (Le Bossu a un alibi), policier
- 1976 – Agentul secret al lui Altîn-bey (L'Agent secret d'Altin-Bey), historique
- 1977 – Ancheta în infern (Enquête en enfer), policier
- 1978 – Al cincelea as (Le Cinquième as), espionnage historique
- 1978 – Logofătul de taină (Le Logothète mystérieux), historique
- 1980 – Ochii jupâniței (Les Yeux de la femme de joupan), historique
- 1981 – Ștafeta, réédité sous le titre O bombă pentru revelion (Une bombe pour le Nouvel An) en 1999, policier
- 1981 – Letopisețul de argint (La Chronique d'argent), historique
- 1983 – Întâlnire la Élysée (Rendez-vous à l'Élysée), policier historique
- 1985 – Apel din necunoscut (Appel de l'inconnu), policier
- 1988 – Vulturul dincolo de cornul lunii (L'Aigle au-delà de la corne de la lune), historique
- 1990 – Să nu ne uităm la ceas (Ne regardons pas l'heure), espionnage historique
- 1990 – A înflorit liliacul (Le Lilas a fleuri), policier historique
- 1991 – Crimă prin mica publicitate (Crime par la petite publicité), policier
- 1992 – Coşmar (Cauchemar), policier
- 1994 – Cutia cu nasturi (La boîte à boutons), policier
- 1998 – Poveste imorală (Histoire immorale), policier
- 1998 – Un blestem cu domiciliul stabil (Une malédiction avec l'adresse stable), policier
- 1999 – Telefonul din bikini (Le Téléphone de bikini), policier
- 2001 – Răzbunarea sluților (La Vengeance des desfigurés), policier
- 2002 – Necunoscuta din congelator (L'Inconnue du congélateur), policier

### Recueils de nouvelles
- 2000 – Grasă și proastă (Grosse et bête)
- 2000 – Barbații sunt niște porci (Les Hommes sont des porcs)

### Scénarios ou adaptations pour la télévision et le cinéma
- 1969 – Crima din Cișmigiu (La Crime de Cișmigiu), TV
- 1981 – Șantaj (Chantage), projection du roman Omul de la capătul firului (L'Homme au bout de la ligne)
- 1984 – A doua variantă (La deuxième option), TV
- 1995-1996 – Douăsprezece (Douze), douze scénarios ; Enigma (L'Énigme), TV
- 1998 - Poveste imorală (Histoire immorale), série TV